# ランダースアッカー
ランダースアッカー (ドイツ語: Randersacker) はドイツ連邦共和国バイエルン州ウンターフランケン地方のヴュルツブルク郡の市場町である。

## 地理
この町は、マインドライエックの西側、オクゼンフルトとヴュルツブルクの間に位置しており、フランケン・ワインの有名な産地である。

### 自治体の構成
この町は、公式には2つの地区 (Ort) からなる。
- リンデルバッハ
- ランダースアッカー

## 歴史
ランダースアッカーは1123年に初めて名前を挙げて文献に記録されている。ただしランダースアッカー付近の状況に関しては、それよりもずっと以前の報告が遺っている。779年10月14日付けのヴュルツブルクの所領報告書がそれである。この史料には、この付近でのブドウ栽培に関して記録されており、現在のランダースアッカーの町域でブドウ栽培が行われていたことを示す最も古い証拠となっている。この記述に基づき、1979年にランダースアッカーはワインの町1200年祭を祝い、地元のサークルや職場仲間のグループ、バンドがパレードを行った。ランダースアッカーは昔からこの名前で呼ばれていたわけではなく、様々な変遷を経てこの名前になった。1219年 Villa Randersachere、1222年 Randesacker、1244年 Randesacher、1259年 Randersachere、1369年 Ransacker、1377年 Ranszacker、1440年以降になって Randersackerとなったという具合である。
16世紀から17世紀にかけてこの町は宗教上2つのグループに分かれており、祝日は古い暦によるものとグレゴリオ暦によるもとの2回ずつ祝われていた。1451年にランダースアッカーは市場開催権を獲得した。この開催権に基づいて、毎年10月に魚市がこの町で開催されるようになった。
ランダースアッカーは、ヴュルツブルク司教領の一部として1803年にまずバイエルン大公領に世俗化された。その後プレスブルクの和約（1805年）に基づいてトスカーナ大公フェルディナンド3世によって創設されたヴュルツブルク大公国領に移されたが、1814年に最終的にバイエルン王国領となった。バイエルンの行政改革に伴う1818年の市町村令により現在の自治体が成立した。

### 人口推移
- 1970年 3,378人
- 1987年 3,507人
- 2000年 3,513人

## 行政
町長は2020年以降ミヒャエル・ゼーデルマイヤー（無所属）が務める。
町議会は16人の議員と町長で構成される。
2008年の選挙でランダースアッカーはヴュルツブルク郡議会に3人の議員を送り込んだ。

### 姉妹都市
- ヴーヴレ（フランス、アンドル＝エ＝ロワール県）1992年9月10日

## 文化と見所

### 建築
バルターザール・ノイマンの小邸
バロック建築の巨匠であるバルタザール・ノイマンが1750年頃に建設したプロポーションの美しい小さな館が遺されている。この館は私邸であり、この建築家が建造した最も小さな建物である。全体のプロポーションは黄金比率に基づいて設計されている。建築資材にはヴュルツブルクの砂岩とランダースアッカーの石灰岩が用いられている。
聖シュテファヌス教区教会
司教ユリウス・エヒターは16世紀末に後期ロマネスク様式のホール式教会を3翼のバシリカに拡張した。ファサードには、ゴシック、ルネサンス、ユリウス様式（ユリウス・エヒターが好んだ変則ゴシック様式）、バロックの要素が混在する。内装のクライマックスは1605年の洗礼盤、ウルバーヌスの胸像（リーメンシュナイダー派）、バルタザール・エスターバウアー作の聖人像、ペーター・ヴァーグナーの天蓋付聖龕、オスヴァルト・オンゲールの2枚の祭壇画である。
ロマネスク様式の教会塔
ヴュルツブルク市外の周辺地域で最も古いこの鐘楼には1300年に完成したというプレートが付けられている。
ツェーントホーフ
ツェーントとは十分の一税徴収区に基づく地方行政の単位で、ツェーントホーフはその役所である。この建物は19世紀までは8つの渦巻き装飾のある破風を有していた。三十年戦争で、皇帝の保護状を有していたにもかかわらずオッターヴィオ・ピッコロミーニによって破壊された。1640年にこの建物は司教座聖堂参事会の所有となった。1921年ルートヴィヒ・シュミットによってツェーントホーフ内にワイン製造者協同組合が設立された。

### 飲食
ランダースアッカーには17軒以上の自家製ワインを飲ませる居酒屋がある。

### 博物館
メンヒスホーフには、ブドウ栽培資料室、漁労資料室、石工博物館がある。これらは、何世紀にもわたってこの市場町の最も重要な産業分野である。特に石工博物館には古い道具や歴史的な工具など具体的な展示がなされている。

## 経済と社会資本
昔からの重要な経済分野は、マイン渓谷の立地を活かしたブドウ栽培と漁業であった。これに加えてランダースアッカーには多くの石灰岩採石場があった。1950年代までこの地域は採石の盛んな地域であった。この地域の石材はランダースアッカーの彫刻材料としても定着した。多くの家には現在も古い刻印が刻まれているものがある。
現代では、ワイン造りと観光業がこの町の重要な経済分野である。ランダースアッカーは「プレミアム・ヴァインオルト」（最高のワイン町）と称しているが、この称号は類を見ないほど高い密度で存在する最新設備のブドウ園や最高の地理的・気候的条件によって裏付けられている。

### 交通
ランダースアッカーは、ラジオのリスナーにはアウトバーンA3号線のヴュツブルク/ランダースアッカー・インターチェンジで有名である。このインターチェンジは、ドイツで最も渋滞するアウトバーン区間の一つであり、ラジオ交通情報で耳にする機会が多いためである。マイン橋の建造工事のため、その名前を聞く機会は2011年まではさらに高くなるだろう。
連邦道B13号線は、2002年のバイパス完成以降は、マイン川の河岸と旧街区の間の自然景観と調和したコースを通ってランダースアッカーの傍らを走り抜けて行く。ランダースアッカーの高台で、B13号線からキッツィンゲンへの州道が分岐している。
ランダースアッカーは、ドイツで人気の高い広域自転車道の一つであるマイン渓谷自転車道に面している。2008年の夏に、ランダースアッカー付近のこの自転車道は、ADFC（ドイツ自転車協会）から5つ星の一級自転車道に選ばれた。マイン渓谷自転車道からは、ガウバーンヴェク経由でローテンブルク・オプ・デア・タウバーに至るタウバーフランケン自転車道網に接続する。
ランダースアッカーの脇を大きな航路であるマイン川が流れている。ランダースアッカー水門は水力発電により貴重な電力を生産している。2007年末から魚道やバイパス水路の建設工事が始まり、2008年7月7日に落成式が執り行われた。

## 引用
1. ↑  https://www.statistikdaten.bayern.de/genesis/online?operation=result&code=12411-003r&leerzeilen=false&language=de Genesis-Online-Datenbank des Bayerischen Landesamtes für Statistik Tabelle 12411-003r Fortschreibung des Bevölkerungsstandes: Gemeinden, Stichtag (Einwohnerzahlen auf Grundlage des Zensus 2011)
2. ↑  Bayerische Landesbibliothek Online
3. ↑   2008年のランダースアッカー町議会議員選挙結果: http://www.randersacker.de/images/stories/Kommunalwahl/gemeinderat.pdf
4. ↑  2008年のランダースアッカーにおける郡議会銀選挙結果: http://www.landkreiswahlergebnisse.de/kowahl08/5_3_000679175E.html
5. ↑  randersacker.de
6. ↑   フランケン歴史博物館
7. ↑  連邦アウトバーンA3号線拡張工事に関する情報
8. ↑   マインポスト 2008年8月26日付け
9. ↑   バイパス水路工事の情報は、http://www.regierung.unterfranken.bayern.de/imperia/md/content/regufr/reden/2007/umgehungsgerinne_randersacker_20_04__presse_.pdf で触れられている。